# Annamaria Solazzi
Annamaria Solazzi (Ancona, 10 de dezembro de 1975) é uma ex-voleibolista indoor e jogadora de vôlei de praia italiana, na quadra foi campeã da Challenge Cup de 1992-93, e na praia, medalhista de ouro no Campeonato Europeu nos anos de 1997, 1999 e 2000, na Itália, Espanha e Espanha, respectivamente, e medalhista de bronze nos anos de 1996 e 1998, na Itália e Grécia, respectivamente.

## Carreira
Ela iniciou no voleibol de quadra, defendeu o Pallavolo Ancona, como ponteira, da temporada 1982 a 1984, depois, torna-se jogadora do Castelferretti (Ancona) de 1984 a 1986, transferindo-se para o Pallavolo Sirio Perugia no período de 1986 a 1991, transferindo-se para um clube da Série A1 , o Unibit Roma de 1991 a 1996, depois foi atuar pelo Romanelli Firenze na jornada 1996-97 e por último atuou na Série A2 pelo Siram Roma na jornada 2000-01 , atuando como líbero.
Na jornada de 1994-95 do circuito mundial, já competia no vôlei de praia, e formando dupla com Consuelo Turetta estrearam no Aberto de Santos e terminaram na vigésima primeira posição, na décima sétima no Aberto do Rio de Janeiro e em sétimo no Aberto de La Serena. Juntas, estiveram no período de 1995-96 do circuito mundial, encerraram na décima sétima colocação nos Abertos de Osaka, Espinho e Carolina, ainda na décima terceira colocação. nos Abertos de Hermosa Beach, Bali, Santos e Rio de Janeiro , e finalizaram ainda na nona colocação nos Aberto de Pusan e Brisbane.
Em 1996, continuou com Consuelo Turetta na conquista do quarto lugar no Challenge de Vasto e da medalha de bronze no Campeonato Europeu de Voleibol de Praia em Pescara, conquistaram no circuito mundial, o décimo sétimo posto nas Séries Mundiais de Maceió e Recife, o vigésimo quinto lugar na Série Mundial de Hermoca, e o décimo terceiro posto na edição dos Jogos Olímpicos de Verão de 1996 em Atlenta.Na sequência, trocou de parceria, e passou atuar com Laura Bruschini que alcançaram o quinto lugar nas Séries MUndiais de Espinho e Ostende, o nono posto no Grand Slam de Carolin e o sétimo na Série Mundial de Jakarta.
Com Laura Bruschini sagrou-se medalhista de ouro no Campeonato Europeu de Voleibol de Praia de 1997 em Riccione, alcançaram também o nono lugar no Campeonato Mundial de Los Angeles, e no circuito mundial, encerraram na décima terceira colocação nos Abertos do Rio de Janeiro, Pulsan e em Espinho, terminaram em nono nos Abertos de Melbourne e Marselha, como melhor resultado da dupla, obtiveram os sétimos lugares , nos Aberto de Pescara, Osaka e Salvador.
Com  Laura Bruschini , disputou a jornada do circuito mundial de 1998, terminaram no décimo sétimo lugar nos Abertos do Rio de Janeiro, Toronto e Vasto,  quarto lugar nos Abertos de  Osaka e  Dalian , ainda terminaram em nono nos Abertos de Marselha e Salvador, ainda foram semifinalistas na edição dos Joogos da Boa Contade de 1998 em Nova Iorque, e novamenmte conqustaram a medalha de bronze no Campeonato Europeu de Voleibol de Praia de 1998 em Rodes.
Na edição do Campeonato Europeu de Voleibol de Praia de 1999 em Palma de Maiorca, conquistou a medalha de ouro com Laura Bruschini, e no Campeonato Mundial de Marselha, terminaram na décima sétima posição, depois, terminaram em quinto no Challenge de Porto San Giorgio, no circuito mundial, terminaram no décimo sétimo posto no Aberto de Salvador, alcançando os nonos lugares nos Abertos de Acapulco, Toronto, Espinho, e Osaka, além do sétimo lugar no Aberto de Dalian.
Em 2000, com Laura Bruschini conquistou o tricampeonato europeu, na edição do Campeonato Europeu de Voleibol de Praia em Guecho-Bilbaudisputaram eventos do circuito mundial, finalizaram no décimo sétimo lugar no Aberto de Espinho,  a décima terceira posição nos Abertos de Toronto e Marselha, as nonas colocações nos Abertos de Vitória e Rosarito, além do quinto lugar nos Abertos de Cagliari e Dalian, mesmo resultado que a dupla conquistou nos Jogos Olímpicos de Verão de 2000 em Sydney.
Com Laura Bruschini, iniciou a jornada de 2001, e no Campeonato Mundial em Klagenfurt, alcançaram o quinto lugar, depois no circuito mundial terminaram na décima sétima posição no Aberto de Gstaad e no Grand Slam de Marselha, concluindo na décima terceira posição no Aberto de Hong Kong, em nono lugar no Aberto de Cagliari, finalizando em sétimo nos Abertos de Espinho e Gran Canária, e ainda forma dupla com Giseli Gávio alcançando o décimo terceiro posto no Aberto de Fortaleza e terminou no sétimo posto no Campeonato Europeu de Voleibol de Praia de 2001 na cidade de Jesolo.
Retomou a dupla com Laura Bruschini, e finalizaram no nono lugar no Campeonato Europeu de 2002 na Basileia, estiveram com bons resultados no circuito mundial de 2002, obtendo o quinto posto no Aberto de Madrid, o nono lugar nos Abertos de Rodes e Maiorca,  os décimo sétimo posto no Aberto de Vitória e nos Grand Slams de  Marselha e Klagenfurt,  e o vigésimo quinto posto no Aberto de Gstaad.
Na temporada de 2003, permaneceu competindo com Laura Bruschini, obtendo o trigésimo sétimo lugar no Campeonato Mundial de 2003 no Rio de Janeiro, e no circuito mundial, ocuparam o  quadragésimo primeiro lugar no Grand Slam de Marselha, os trigésimos terceiros lugares no Grande Slam de Klagenfurt e Los Angeles, o vigésimo quinto posto no Grand Slam de Berlim e nos Abertos de Stavanger e e Milão, Osaka, o décimo sétimo lugar nos Abertos de Rodes e Osaka, e o nono posto no Aberto de Gstaad .
Esteve competindo com Gaia Cicola e terminaram no décimo terceiro lugar no Challenge de Cagliari, depois, ao lado de Laura Bruschinie obtiveram o quinto lugar no Campeonato Europeu de 2004 em Timmendorfer Strand e pelo circuito mundial de 2004 obtiveram juntas os décimos terceiros lugares nos Abertos de Fortaleza e nos Grand Slams de Berlim e Marselha,  terminaram na vigésima quinta posição nos Abertos de Xangai, Osaka, Gstaad e Maiorca, e ainda no Grand Slam de Klagenfurt,  terminaram na trigésima terceira posição nos Abertos de Rodes e Stavanger, e tiveram como resultado o nono lugar no Aberto de Milão, e finalizando a temporada ao lado de Diletta Lunardi no Aberto do Rio de Janeiro, quando terminaram no décimo sétimo posto.t.
Com Diletta Lunardi foi semifinalista na etapa de Satélite de  Banguecoque de 2004, e no Campeonato Mundial de 2004 de Berlim esteve ao lado de Nicoletta Luciani e alcançaram a trigésima terceira posição, mesma posição obtida no Aberto de Xangai, além de terminarem na vigésima quinta posição nos Aberto de Milão e Osaka, finalizando no quadragésimo primeiro lugar no Aberto de Gstaad, e com Daniela Gioria terminou em nono lugar na etapa Satélite na Alba Adriática.

## Títulos e resultados
- Jogos da Boa Vontade de 1998
- Aberto de Osaka do Circuito Mundial de Vôlei de Praia de 1998
- Aberto de Dalian do Circuito Mundial de Vôlei de Praia de 1998
- Satélite de Banguecoque do Circuito Mundial de Vôlei de Praia de 2004
- Challenge de Vasto do Circuito Mundial de Vôlei de Praia de 1996